# Messiasia zikani
Messiasia zikani är en tvåvingeart som beskrevs av Andretta 1951. Messiasia zikani ingår i släktet Messiasia och familjen Mydidae. Inga underarter finns listade i Catalogue of Life.